# دهستان شاندیز
دهستان شاندیز نام دهستانی در بخش شاندیز شهرستان طرقبه شاندیز در استان خراسان رضوی است. براساس سرشماری مرکز آمار ایران در سال ۱۳۸۵، جمعیت آن ۱۵٬۴۳۱ نفر (۴٬۱۳۲ خانوار) بوده‌است. پس از تفکیک دهستان ابرده، جمعیت این دهستان در سال ۱۳۹۰ به ۱۲٬۶۸۷ نفر کاهش یافته‌است.